# Dawn Explosion
Albums de Captain Beyond
Sufficiently Breathless
(1973)
Dawn Explosion est le troisième et dernier album du groupe de rock américain Captain Beyond. Il est paru en 1977 sur le label Warner Bros. Records et a été produit par le groupe et John Stronach.

## Historique
Le chanteur et membre fondateur Rod Evans étant injoignable, il fut remplacé par Willy Dafern, on notera aussi le retour de Bobby Caldwell à la batterie après son escapade dans le groupe britannique Armageddon.
Cet album fut enregistré dans les Studios Record Plant de Sausalito en Californie
L'album n'eut pas beaucoup de succès, il se classa à la 181e place au Billboard 200 et le groupe se sépara en 1978.

## Liste des titres

### Face 1
- Do or Die (Rhino, Bobby Caldwell & Willy Daffern) - 3:38
- Icarus (Rhino, Caldwell & Lee Dorman) - 4:17
- Sweet Dreams (Rhino, Caldwell & Dorman) - 5:29
- Fantasy (Rhino, Caldwell & Daffern) - 6:02

### Face 2
- Breath of Fire, Part 1 & Part 2 (Rhino, Caldwell & Daffern) - 6:19
- If You Please (Rhino, Cladwell, Daffern & Dorman) - 4:13
- Midnight Memories (Rhino) - 3:59
- Oblivion (Rhino, Caldwell & Dorman) - 4:00

## Musiciens
- Rhino: guitare solo, slide & acoustique
- Bobby Caldwell: batterie, percussion, chœurs
- Lee Dorman: basse, string ensemble, chœurs
- Willy Daffern: chant